# شیرینی نازک
شیرینی نازک نوعی شیرینی سنتی ارامنه است که در ایام عید تهیه می‌شود. این شیرینی به علت داشتن کره یا مارگارین بسیار ترد است و می‌توان آن را به مدت طولانی نگهداری کرد.